# Рябцов Євген Петрович
Рябцо́в Євге́н Петро́вич (1880 , Москва  — невідомо ) — адвокат, київський міський голова у 1917–1919 роках.

## Біографія
Народився 1880 року в Москві, походив з міщанської родини. Початкову освіту здобув у московському міському училищі. З 15-ти років почав працювати, займав посади конторника, рахівника в управлінні Московсько-казанської залізниці. У 1901–1903 роках Рябцов проходив військову службу на правах волонтера 2-го розряду, після завершення служби повернувся до роботи на залізницю, завідував канцелярією служби шляхів та споруд в управлінні Московсько-києво-воронізької залізниці. Під час революційних заворушень 1905 року перебував у центрі страйкового руху, брав участь у організації загального страйку залізничників. Після придушення страйку був вимушений покинути роботу на залізниці та деякий час переховуватися.
З осені 1906 року жив у Києві, у травні 1907 року отримав атестат зрілості та почав навчання на юридичному факультеті університету св. Володимира, який закінчив 1911 року. Після університету був зарахований у київську присяжну адвокатуру як помічник присяжного повіреного, пізніше — член ради, старшина ради помічників присяжних повірених. З початком Першої світової війни був мобілізований на військову службу в званні звичайного військового чиновника, займав посаду бухгалтера Київського військово-окружного інтендантського управління.
Був членом партії есерів. У перші дні лютневої революції 1917 року був одним з ініціаторів створення в Києві ради військових депутатів, був обраний до складу її президії та справляв обов'язки товариша (заступника) голови. Під час перших всенародних виборів 23 липня (5 серпня) 1917 року від цієї ж партії увійшов до складу Київської міської думи і 9 серпня (22 серпня) був обраний міським головою.
Намагався під час перманентних переворотів утримати в Києві стабільність; у дні «червоного терору», влаштованого Михайлом Муравйовим, разом з іншими депутатами Міської думи клопотався про припинення масових репресій. Продовжував свою діяльність після повернення УНР (березень 1918 року) та під час Української Держави (коли перед Міською думою постало, зокрема, питання про допомогу постраждалим від вибуху на Звіринці).
У жовтні 1918 року гетьманський уряд Сергія Гербеля розпустив Київську міську думу та передав міські справи спеціальній урядовій комісії на чолі з Іполитом Дьяковим.
У вересні 1919 року з установленням у Києві влади Збройних сил Півдня Росії, діяльність міської думи була відновлена. Але вже в жовтні 1919 року внаслідок конфлікту між міським управлінням та вищою цивільною владою Євген Рябцов подав у відставку з посади міського голови та вийшов з партії есерів.
Під час обрання міським головою мешкав по сучасній вулиці Січових Стрільців, 14.